# Maurice Lévy (Unternehmer)

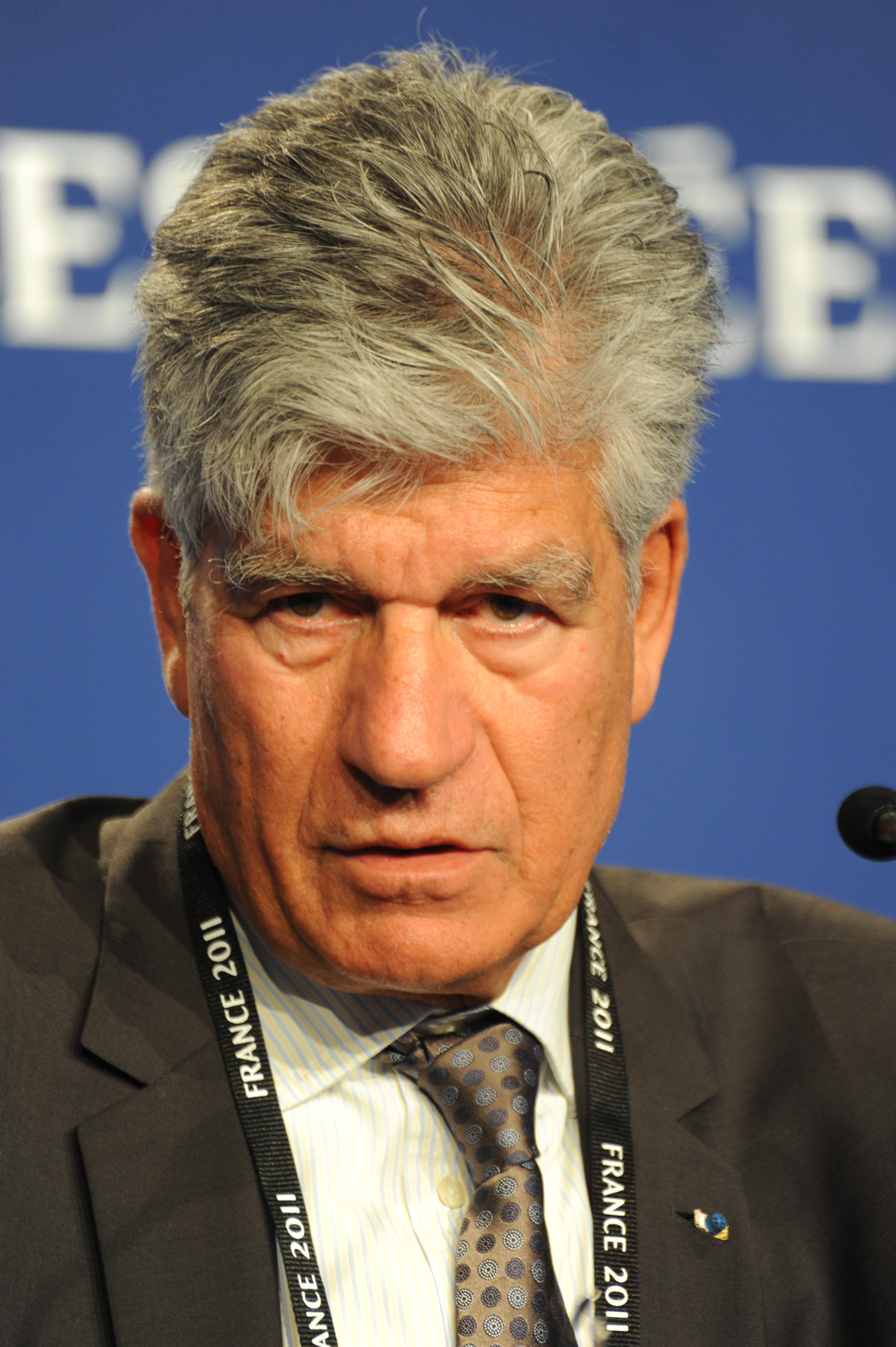
Maurice Lévy (2011)

Maurice Lévy (* 18. Februar 1942 in Oujda, Marokko) ist ein französischer Geschäftsmann.

## Leben
Lévy entstammt einer jüdischen Familie aus Marokko. Er nahm die französische Staatsbürgerschaft an. Seit 1971 ist er für das Unternehmen Publicis Groupe tätig. Von 1987 bis 2017 leitete Lévy als Nachfolger von Marcel Bleustein-Blanchet den französischen Werbedienstleister Publicis Groupe. Nach dem Tod von Marcel Bleustein-Blanchet 1998 kaufte er die Anteile dessen Tochter Michèle und wurde mit 4 % Miteigentümer der Firma. Er war bis 2012 Präsident der französischen Arbeitgebervereinigung Afep. Er kämpfte gegen den stärker werdenden Antisemitismus.